# Associazione Sportiva Giana Erminio
La Associazione Sportiva Giana Erminio es un club de fútbol de Italia, con sede en Gorgonzola, en Lombardía. Fue fundado en 1909 y refundado en 1931. Compite en la Serie C, tercera categoría del fútbol italiano.

## Historia

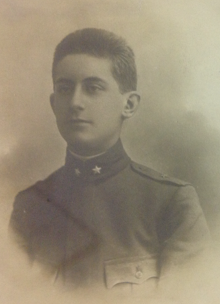
Erminio Giana, joven subteniente fallecido en la Primera Guerra Mundial. El nombre del club se puso en su honor.

Fue fundado en el año 1909 como Unione Sportiva Argentia, denominación que deriva de Curte Argentia, antiguo nombre de la ciudad de Gorgonzola. El club desapareció a finales de los años 1930 y en 1931 fue fundado el Unione Sportiva Gorgonzola. El año siguiente, la entidad cambió su nombre a Gruppo Sportivo Erminio Giana, en honor del subteniente Erminio Giana, un joven nativo de Gorgonzola fallecido durante la Primera Guerra Mundial a los 19 años de edad.
El club ha pasado prácticamente toda su historia en las divisiones más bajas de fútbol italiano hasta que en la temporada 2012/13 consiguieron ascender por primera vez a la Serie D, en ese entonces la quinta división en Italia. Aquí solo estuvieron una temporada, ya que ganaron su grupo y ascendieron a la Lega Pro, refundación de la antigua Serie C debido a la fusión de las ligas Lega Pro Prima Divisione y la Lega Pro Seconda Divisione, saltando directamente a la tercera división.

## Jugadores

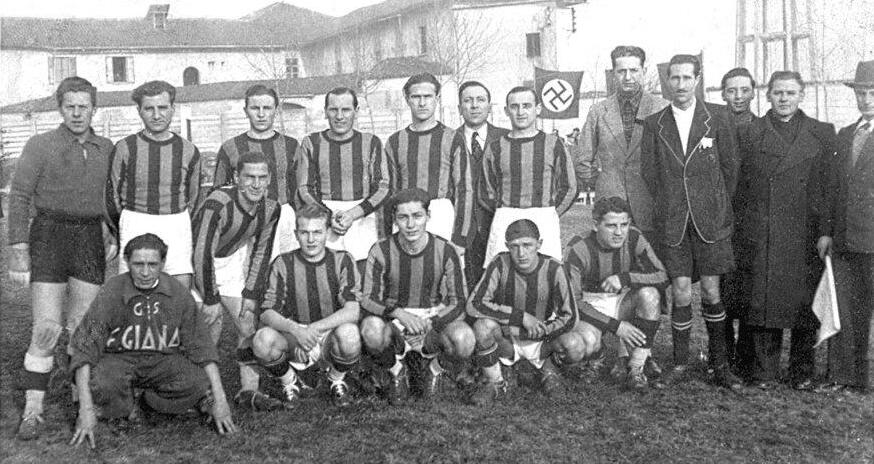
A.S. Giana Erminio en 1939

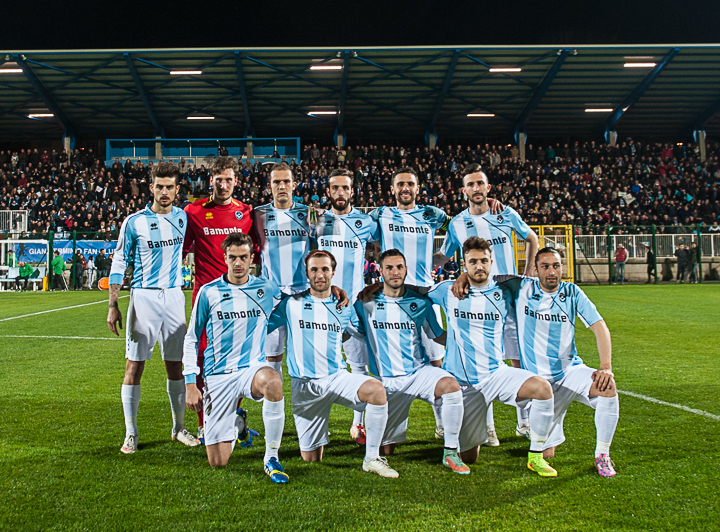
Plantilla en la temporada 2015-16.

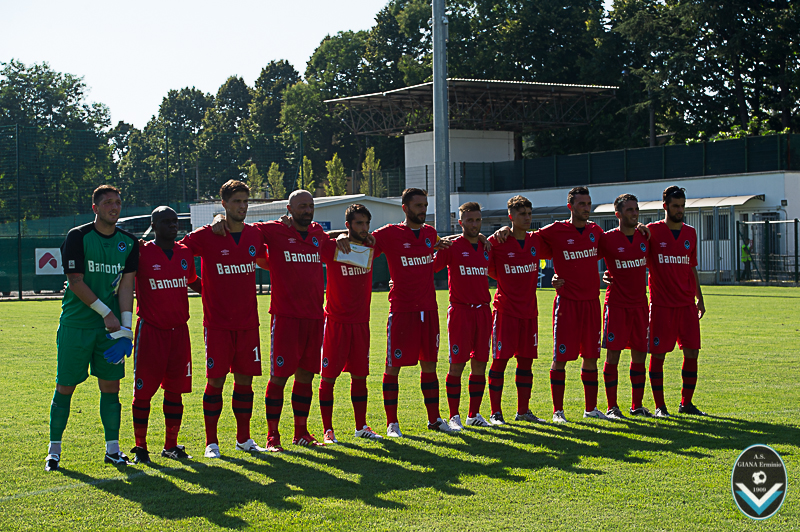
Plantilla con la indumentaria alternativa roja, temporada 2016-17.

## Palmarés

### Torneos interregionales
- Serie D (2): 2013-14 (Grupo A), 2022-23 (Grupo D)

### Torneos regionales
- Eccellenza Lombardia (1): 2012-13 (Grupo B)
- Promozione Lombardia (3): 1996-97 (Grupo B), 2001-02 (Grupo E), 2011-12 (Grupo F)